# Wanda Kraszewska-Ancerewicz
Wanda Kraszewska-Ancerewicz ps. „Lena” (ur. 6 czerwca 1906 w Warszawie, zm. 25 maja 1979 tamże) – harcmistrzyni, członek BIP-u.

## Życiorys
Urodziła się 6 czerwca 1906 w Warszawie w rodzinie Stanisława (pracownik budowlany) i Stefanii z d. Mierzwińska. W latach 1918–1926 uczyła się w gimnazjum, w którym była zaangażowana w harcerstwie. Po otrzymaniu świadectwa maturalnego ukończyła w 1927 roczny kurs pedagogiczny Władysława Spasowskiego, a następnie przez ponad rok była nauczycielką w szkole powszechnej w Warszawie. W latach 1928–1939 była sekretarką Głównej Kwatery Organizacji Harcerek. W 1936 wyszła za mąż za inż. Stanisława Ancerewicza. 
Po wybuchu wojny, już we wrześniu 1939 włączyła się w tworzoną wówczas harcerską działalność konspiracyjną. Od marca 1940 w konspiracji i była zastępczynią Adama Jastrzębskiego, a po jego aresztowaniu szefem Wydziału Kolportażu BIP-u Komendy Głównej ZWZ-AK. Kierowała również w czasie powstania warszawskiego kolportażem prasy AK, docierającej do wszystkich walczących dzielnic Warszawy. Po upadku Powstaniu została wywieziona przez Niemców do Ursusa, ale zbiegła stamtąd i dotarła do Krakowa. Tam w popowstańczej KG AK nadal kierowała kolportażem i łącznością BiP. Po rozwiązaniu AK wiosną 1945 nawiązała w Milanówku kontakt z płk. Janem Rzepeckim mieszkając w Podkowie Leśnej, a pozostając nadal w jego dyspozycji jako szefa Delegatury Sił Zbrojnych. W czerwcu 1945 objęła funkcję kierowniczki komórki łączności wewnętrznej w DSZwK oraz sekretarki płk Rzepeckiego, na polecenie którego w sierpniu wyjechała przez Czechy do Niemiec i następnie do Włoch. Nawiązała kontakty z akowcami, którzy tam przebywali, również z szeregiem osób, którzy zajmowali wysokie stanowiska w PSZ na Zachodzie, m.in. z gen. Władysławem Andersem. W październiku nastąpił jej powrót do kraju w transporcie repatriacyjnym. Ponownie wyjechała w grudniu jako kurierka ZG WiN do Paryża, skąd ponownie transportem repatriacyjnym powróciła w lutym 1946 do kraju. W kwietniu na polecenie płk. Franciszka Niepokólczyckiego, który wówczas był prezesem II Zarządu WiN, już trzeci raz udała się w podróż na Zachód z misją do gen. Stanisława Kopańskiego, Szefa Sztabu NW. Zatrzymana przypadkowo przez czeską straż graniczną razem z major Ireną Tomalakową, ps. „Soldau” i przekazana komunistycznym władzom polskim. Wyrokiem WSR w Warszawie z 7 maja 1947 otrzymała wyrok 8 lat więzienia za przynależność do organizacji WiN. Po zastosowaniu amnestii wyrok ten został jej skrócony do 4 lat. 29 kwietnia 1950 opuściła Fordon, w którym była więziona, a następnie rozpoczęła pracę w Szpitalu Wolskim i później w Instytucie Leków w Warszawie. Razem z Janiną Oszast, byłą kierowniczką kancelarii BiP w Okręgu AK Kraków, z którą odsiadywała wyrok w więzieniu w Fordonie, podjęła akcję pomocy więzionym akowcom. Pod koniec 1952 przyjęła propozycję J. Oszast wznowienia działalności konspiracyjnej w WiN pod ps. „Grabowska” oraz następnego wyjazdu na Zachód. Nie będąc świadomą trwającej od 1948 prowokacji w ramach tzw. V Komendy WiN, 27 grudnia 1952 została ponownie aresztowana. 14 września 1953 wyszła na wolność, ponieważ Naczelna Prokuratura Wojskowa umorzyła śledztwo. Do czerwca 1956 pracowała jako kasjerka w Państwowym Teatrze Lalki i Aktora „Baj" w Warszawie. Przez następne 4 lata, pracowała na stanowisku starszego ekonomisty w PAX-owskich Zjednoczonych Zespołach Gospodarczych „INCO” w Warszawie. W kwietniu 1970 przeszła na emeryturę. 
Zmarła w Warszawie 25 maja 1979 roku i pochowana na cmentarzu Powązkowskim.

## Ordery i odznaczenia
- Krzyż Srebrny Orderu Virtuti Militari[b][4],
- Krzyż Walecznych − 3 września 1942,
- Złoty Krzyż Zasługi z Mieczami − 1944